# Härdlütli
Härdlütli war die Selbstbezeichnung von Pier Hänni, Polo Hofer, Carlo Lischetti und Margrit Probst, welche auf Anstoss von Sergius Golowin die Liste 9 für die Berner Stadtratswahlen von 1971 stellten, nackt auf den Wahlplakaten posierten und dafür Kultstatus erreichten. Der Name Härdlütli (Erdleutchen) entstammt einer lokalen Heinzelmännchen-Sage. Die Sozialarbeiterin Probst war – „1971 im Zuge des neuen Frauenstimmrechts als Frau erstmals wählbar“ – die einzige der vier, die gewählt wurde.